# Wohnsiedlung Paulinenhof

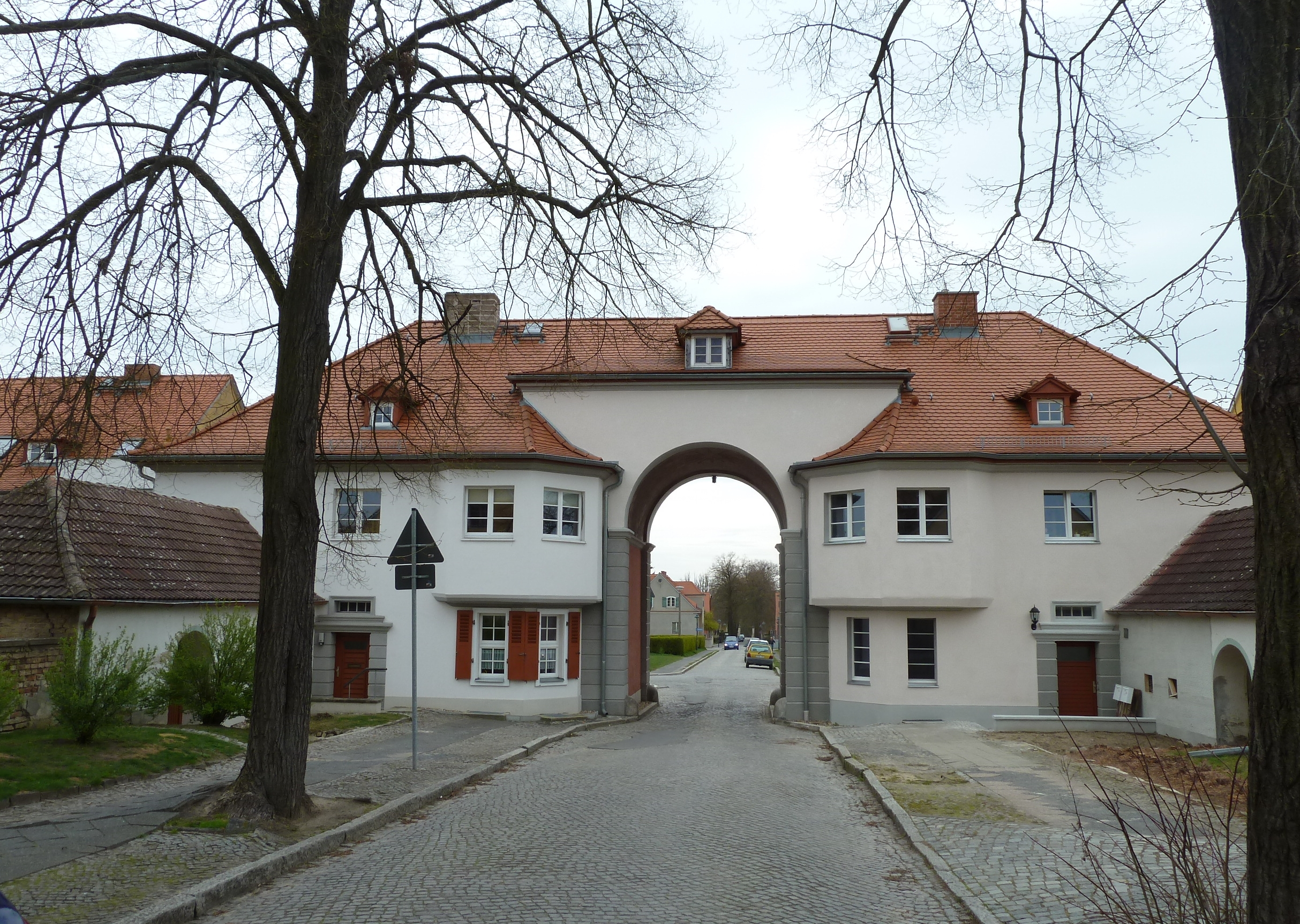
Westlicher Eingang der Siedlung von Westen (Torhaus)

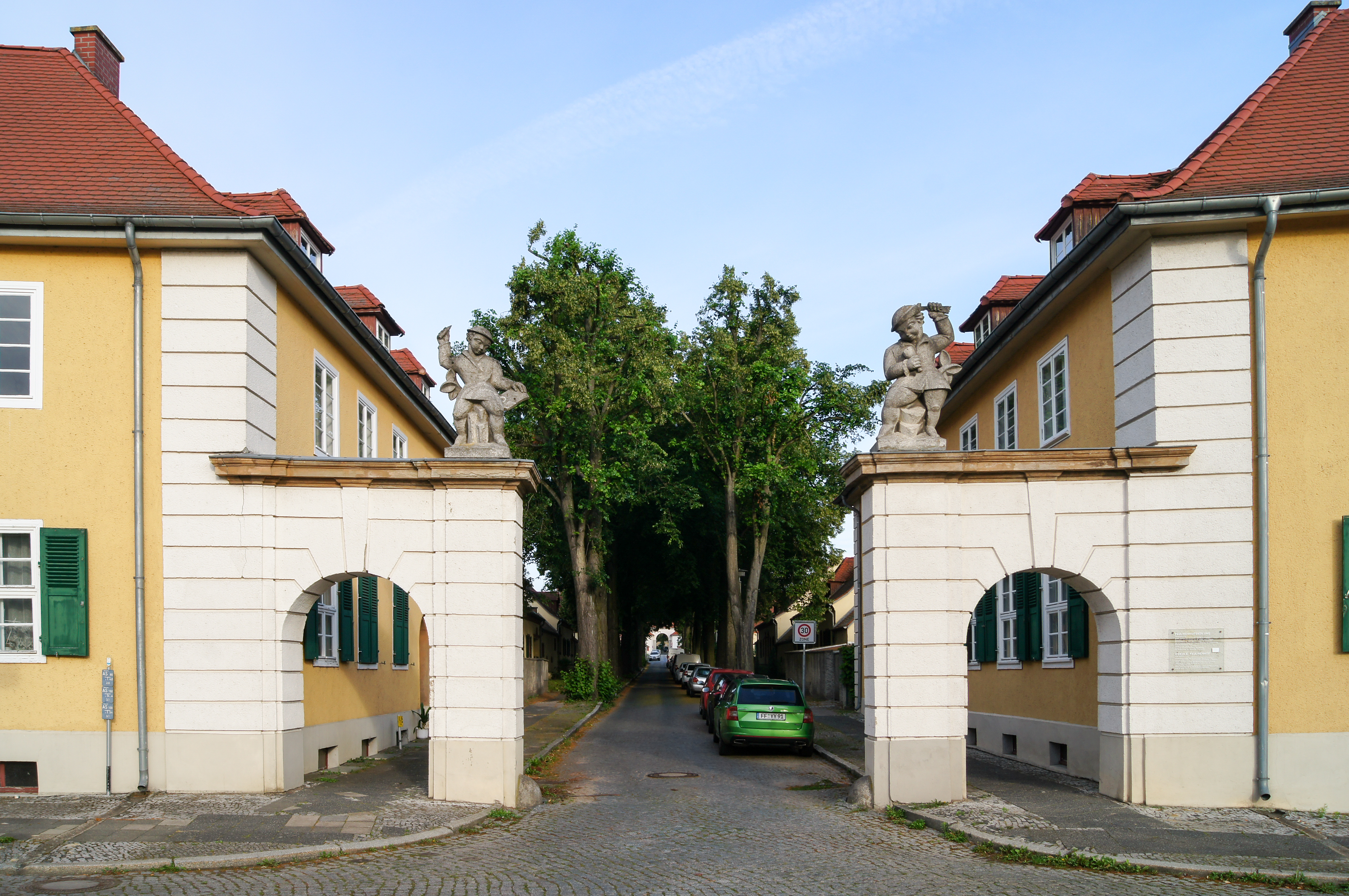
Östlicher Eingang der Siedlung von Osten (Portalhäuser)

Die Wohnsiedlung Paulinenhof ist eine ausgedehnte Anlage in Frankfurt (Oder) im Stil älterer Gartenstädte, die in den 1920er Jahren nach Entwürfen von Martin Kießling angelegt wurde. Die Siedlung wurde in der Nuhnenvorstadt angelegt, um 300 Familien von Mitarbeitern der Reichsbahndirektion Osten unterzubringen, die in Folge des Ersten Weltkrieges nach Frankfurt verlegt wurde. Die Anlage besteht aus ein- und zweigeschossigen Einfamilienhäusern sowie einigen Mehrfamilienhäusern und steht unter Denkmalschutz.

## Lage

Übersichtsplan zur Bauzeit

Die Siedlung liegt in Frankfurt (Oder)-West im Stadtteil Nuhnenvorstadt, westlich der Gleisanlagen des Güterbahnhofs. Sie wird begrenzt von der August-Bebel-Straße im Norden und Nordosten, der Georg-Friedrich-Händel-Straße im Westen und dem Nuhnenfließ im Süden und Südosten. Zur Siedlung gehören: Albert-Fellert-Straße, Albert-Lortzing-Straße, Franz-Liszt-Ring, Georg-Friedrich-Händel-Straße, Harfenweg, Hermann-Boian-Straße, Joseph-Haydn-Straße, Kießlingplatz, Paulinenhof und Peter-Tschaikowski-Ring.

## Geschichte

### Vorgeschichte
Nach dem Ende des Ersten Weltkrieges verlor Deutschland nach den Bestimmungen des Versailler Vertrags Gebiete im Osten. Darum wurden die Eisenbahndirektionen Posen, Bromberg und Danzig aufgelöst und in Berlin als „Reichsbahndirektion Osten“ zusammengefasst. Wenig später wurde der Direktionssitz nach Frankfurt (Oder) verlegt. Im Zuge dessen musste Wohnraum für mehr als 600 Familien geschaffen werden. Die Reichsbahndirektion gründete zusammen mit der Stadt Frankfurt (Oder) die „Siedlungsgesellschaft Ostmark mbH“. So konnten zum einen die Bauvorhaben in privatwirtschaftlicher Form betrieben werden. Zum anderen hatten die künftigen Bewohner auf Lage und Einrichtung der Bauten über den Aufsichtsrat ein weitgehendes Mitbestimmungsrecht. Die Hauptkosten trug die Reichsbahnverwaltung. Das Wohlfahrtsministerium steuerte 80.000 Goldmark bei. Die Stadt Frankfurt stellte vor allem günstiges Bauland zur Verfügung. Die Reichsbahndirektion kam im Gebäudekomplex der Leibgrenadierkaserne an der Oder unter. In der eng bebauten Stadt waren nur wenige Grundstücke verfügbar. Darum wurde an mehreren Standorten gebaut: auf dem an die Gertraudkirche angrenzenden Teil des Angers (Gertraudenplatz 1–5), zwischen Wiecke- und Kleiststraße (heute Franz-Mehring-Straße), zwischen Grünem Weg und Bergstraße (Karl-Sobkowski-Straße), in der Humboldtstraße 15–20, in der Leipziger Straße 196 ff. („Kießlingbauten“), in der Ferdinandstraße 16, auf dem Bahnhofsvorplatz und auf dem Gelände des Gutes Paulinenhof.

### Baugeschehen 1922 bis 1925
Die Wohnsiedlung Paulinenhof entstand von 1922 bis 1925 als Siedlung der Siedlungsgesellschaft Ostmark mbH. Als Gelände diente das 1910 von der Stadt erworbene Pachtgut Paulinenhof. Es wurden Wohnungen für mehr als 300 Familien errichtet. Die Entwürfe stammten von Martin Kießling unter Mitarbeit der Architekten Artur Hauck und Heinrich Rosenthal. Der Bauschmuck wurde von Bildhauer Waldemar Lemke gestaltet. Die Ausführung lag bei der Philipp Holzmann AG, Niederlassung Berlin.

### Bauliche Veränderungen nach 1925
Von 1925 bis 1929 entstanden in der Dirschauer Straße 9–15 (heute Georg-Friedrich-Händel-Straße) sieben Wohnhäuser mit 17 Offizierswohnungen, ausgeführt von der Wohnbau GmbH Berlin nach Entwürfen des Regierungsbaurates Jockel im Auftrag der Heeresverwaltung. Danach hätte eine Ausführung von Kießlings ursprünglichen Plänen erheblicher Umplanungen bedurft. Deshalb wurde eine von Martin Kießling bis zur Gerhart-Hauptmann-Straße geplante Erweiterung nicht weiter verfolgt. Die Häuser Dirschauer Straße 14 und 15 wurden 1945 am Ende des Zweiten Weltkrieges zerstört und später abgerissen.
Zwischen 1977 und 1982 entstanden in der Georg-Friedrich-Händel-Straße 29 a–f drei zweigeschossige Doppelhäuser ohne architektonischen Bezug zur umgebenden Bebauung.
Ende des Zweiten Weltkriegs wurden die „Herrenhausgruppe“ und der zugehörige Platz am Zusammenstoß von Joseph-Haydn-Straße und Franz-Liszt-Ring, ein Doppelhaus am westlichen Ende und zwölf Reihenhäuser am östlichen Ende der Joseph-Haydn-Straße zerstört.

### Unterschutzstellung
Die Siedlung wurde zum 20. Oktober 1993 durch eine Denkmalbereichssatzung der Stadt Frankfurt (Oder) unter Denkmalschutz gestellt. Ab 1996 wurden die Gebäude privatisiert. Viele der 344 Wohnungen des Gebiets standen zu diesem Zeitpunkt wegen des schlechten Bauzustandes leer. Seit dem Bau waren sie in Besitz der Bahn gewesen. Um bei anstehenden baulichen Änderungen eine klare Vorgabe zu machen, wurde 1999 eine Gestaltungssatzung als Ergänzung der Denkmalbereichssatzung in Kraft gesetzt.

### Straßennamen
Die meisten ursprünglichen Straßennamen beziehen sich auf westpreußische Städte, die zu den aufgelösten Bahndirektionen gehörten, deren Mitarbeiter in Frankfurt (Oder) angesiedelt wurden. Nach Ende des Zweiten Weltkrieges wurden diese Straßen umbenannt, da nach Festlegung der Oder-Neiße-Grenze Verweise auf ehemalige deutsche und jetzt polnische Städte politisch unerwünscht waren. Diese Straßen wurden mit Bezug auf das westlich der Siedlung stehende Musikheim nach Komponisten benannt. Zur Siedlung gehören: Albert-Fellert-Straße (ehemals Danziger Straße, benannt 1923, umbenannt 1948 nach dem Frankfurter Kaufmann, der als Kommunist und Jude von den Nationalsozialisten verfolgt wurde und 1943 im Warschauer Ghetto umkam), Albert-Lortzing-Straße (ehemals Culmer Straße, benannt 1922, umbenannt 1953), Franz-Liszt-Ring (ehemals Bromberger Ring, benannt 1923, umbenannt 1953), Georg-Friedrich-Händel-Straße (ehemals Dirschauer Straße, benannt 1923, umbenannt 1953), Harfenweg (ehemals Graudenzer Weg, benannt 1923, umbenannt 1953), Hermann-Boian-Straße (ehemals Ostmarkstraße, benannt 1923, umbenannt 1948 nach dem Frankfurter Schiffer, der als Bibelforscher und Kriegsgegner von den Nationalsozialisten verfolgt und 1940 im Konzentrationslager Sachsenhausen ermordet wurde), Joseph-Haydn-Straße (ehemals Thorner Grund, benannt 1923, umbenannt 1953), Kießlingplatz, Paulinenhof und Peter-Tschaikowski-Ring (ehemals Posener Ring, benannt 1923, umbenannt 1953).

## Baubeschreibung
Das Gelände bildet eine in Ost-West-Richtung gestreckte flache Kuppe mit dem höchsten Punkt westlich der Anlage beim Theaterteich. Die ausgedehnte Wohnsiedlung wurde im Stil älterer Gartenstädte symmetrisch angelegt. Der Siedlungsgrundriss zeigt die Planstadt, wird jedoch durch zahlreiche verschiedene Grundstückszuschnitte aufgelockert. Zudem musste auf vorhandene Bebauung Rücksicht genommen werden. Entlang der August-Bebel-Straße standen bereits mehrere Einzelhausbauten und an der Einmündung der Albert-Fellert-Straße in die August-Bebel-Straße war bereits ein viergeschossiges Mietwohnhaus vorhanden.

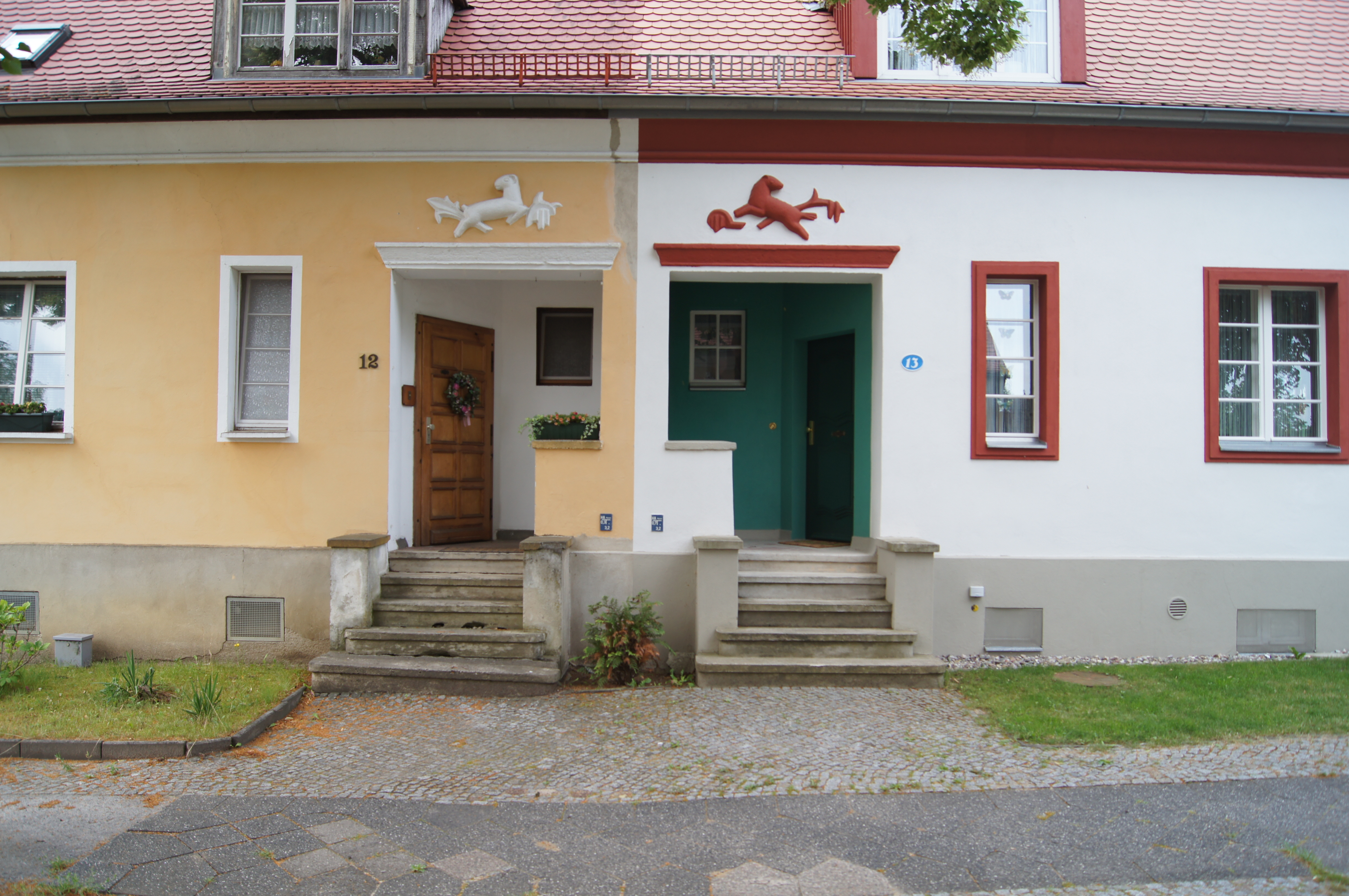
Bauschmuck von Waldemar Lemke

Zwei figurbekrönte Portale betonen im Osten den Hauptzugang am Kießlingplatz. Ein westlicher Zugang mit monumentalem Torhaus befindet sich am zentralen Rundplatz an der Kreuzung von Albert-Fellert-Straße und Hermann-Boian-Straße. Dazwischen liegt die Hauptstraßenachse mit seitlich abzweigenden, gekrümmten Straßen. Alle Straßen sind beidseitig mit ein- bis zweigeschossigen Putzbauten gesäumt. Die Gebäude haben zumeist Walmdächer oder Satteldächer mit Gauben in zwei Ausführungen. Ihr schlichtes Äußeres ist durch kräftige Farbgebung in Rot, Grün oder Blau mit weißen Fensterrahmungen gekennzeichnet. Die Häuser für zwei bis acht Familien einschließlich der Wirtschaftsanbauten und fächerförmig angeordneten Kleingärten wurden wirkungsvoll zu „malerisch“ wirkenden Platz- und Straßenräumen gruppiert. Kleinskulpturen und Putzreliefs der Türumrahmungen in der Auffassung des Heimatschutzstils stammen vom Bildhauer Waldemar Lemke.

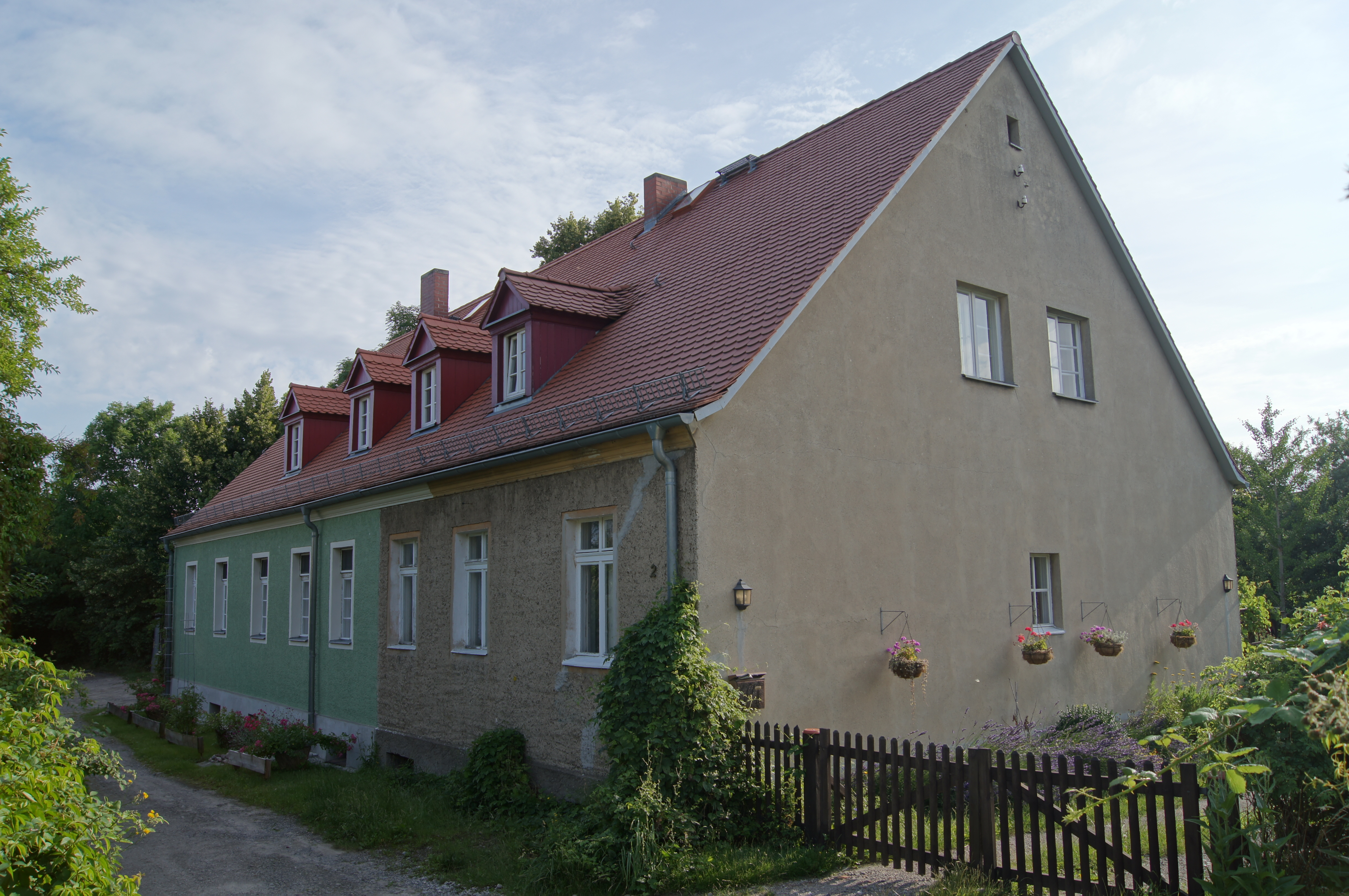
Ehemaliges Verwalterhaus des Gutes Paulinenhof

Das älteste Gebäude der Anlage ist das Verwalterhaus des städtischen Gutes. Das vermutlich im 19. Jahrhundert errichtete Haus Paulinenhof 1 und 2 wurde 1924 tiefgreifend verändert.
In der Wohnsiedlung wurde mehrere voneinander unterscheidbare Haustypen umgesetzt.
| Bezeichnung      | Beschreibung                                                                         | Standorte | Grundriss | Beispielfoto |
| ---------------- | ------------------------------------------------------------------------------------ | --- | --------- | ------------ |
| 2                | eingeschossig, als Abschluss zweigeschossiger Reihenhauszeilen                       | Albert-Fellert-Straße, Peter-Tschaikowski-Ring |           |              |
| 3                | eingeschossig, Reihenhaus oder Doppelhaushälfte oder Abschluss einer Reihenhauszeile | Georg-Friedrich-Händel-Straße, Franz-Liszt-Ring, Albert-Lortzing-Straße                                                                                         |           |              |
| 4                | eingeschossig, Doppelhaushälfte oder eingeschossig, Kettenhausglied                  | Doppelhaushälfte: Joseph-Haydn-Straße (Nordseite), Harfenweg; Kettenhausglied: Hermann-Boian-Straße, Harfenweg, Joseph-Haydn-Straße (Südseite, Abschlusshäuser) |           |              |
| 4'               | eingeschossig, Kettenhausglied                                                       | Joseph-Haydn-Straße (Südseite) |           |              |
| 5 und 6          | zweigeschossig, Reihenhaus                                                           | Albert-Fellert-Straße, Peter-Tschaikowski-Ring, Georg-Friedrich-Händel-Straße                                                                                   |           |              |
| Mehrfamilienhaus | stark unterschiedlich mit drei Haupttypen                                            | Kießlingplatz, Hermann-Boian-Straße, nördliche Georg-Friedrich-Händel-Straße                                                                                    |           |              |

Die Haustypen wurden entsprechend den örtlichen Bedingungen als gerade oder geschwungene Reihenhausgruppe, freistehende Doppelhäuser oder als Kettenhäuser errichtet. Kettenhäuser sind Hauszeilen, in denen Doppelhäuser durch Stallanbauten zu einer Hauskette verbunden sind.
Auffallende Bauten sind die „Torhausgruppe“ am Rundplatz, das „Turmhaus“ mit Sonnenuhr zur Verdeckung eines beim Bau bereits vorhandenen Mehrfamilienhauses, die „Torwächterhäuser“ am Eingang der Joseph-Haydn-Straße und die kriegszerstörte „Herrenhausgruppe“ am Knick der Joseph-Haydn-Straße.

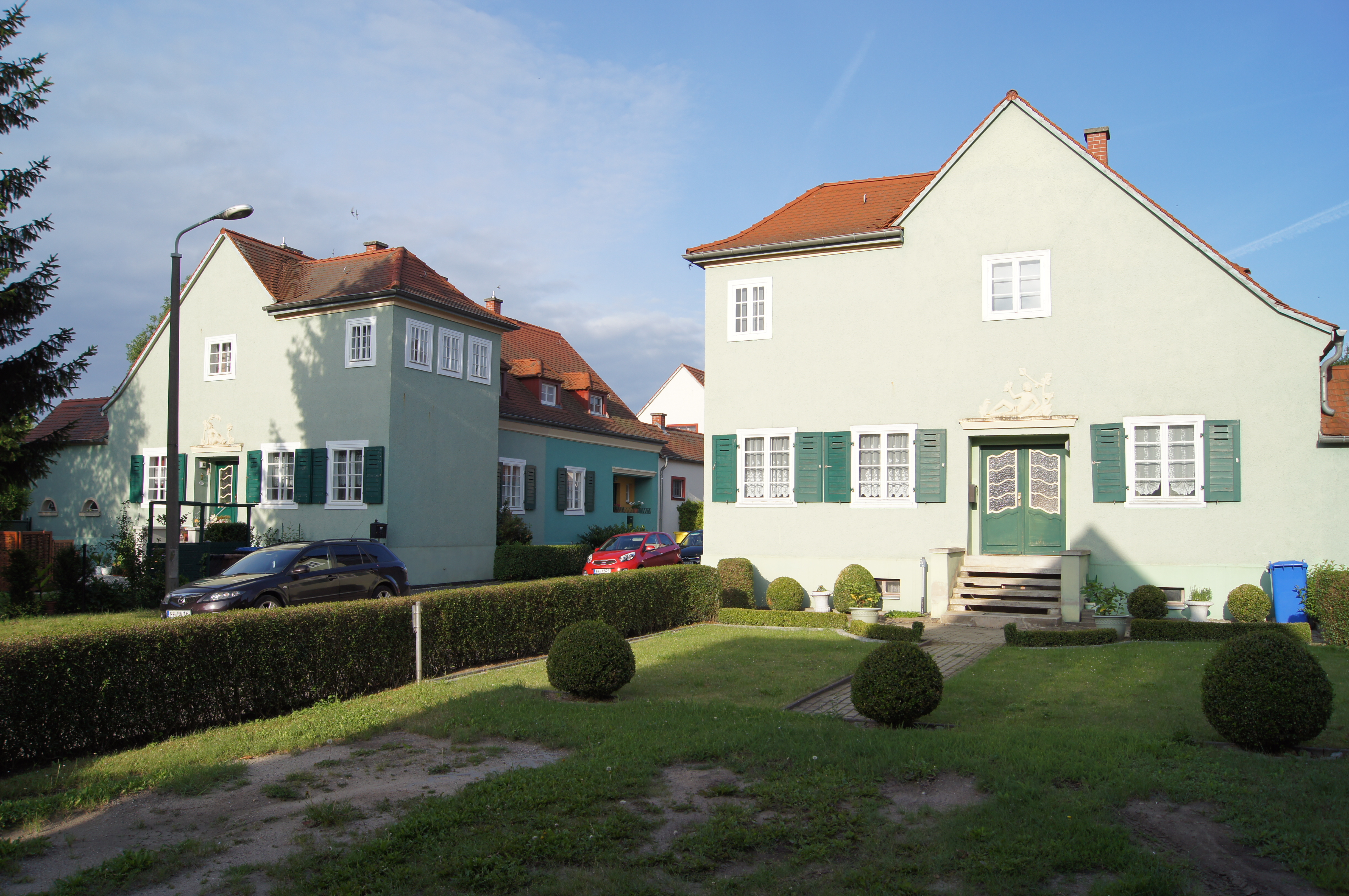
„Torwächterhäuser“ in der Joseph-Haydn-Straße
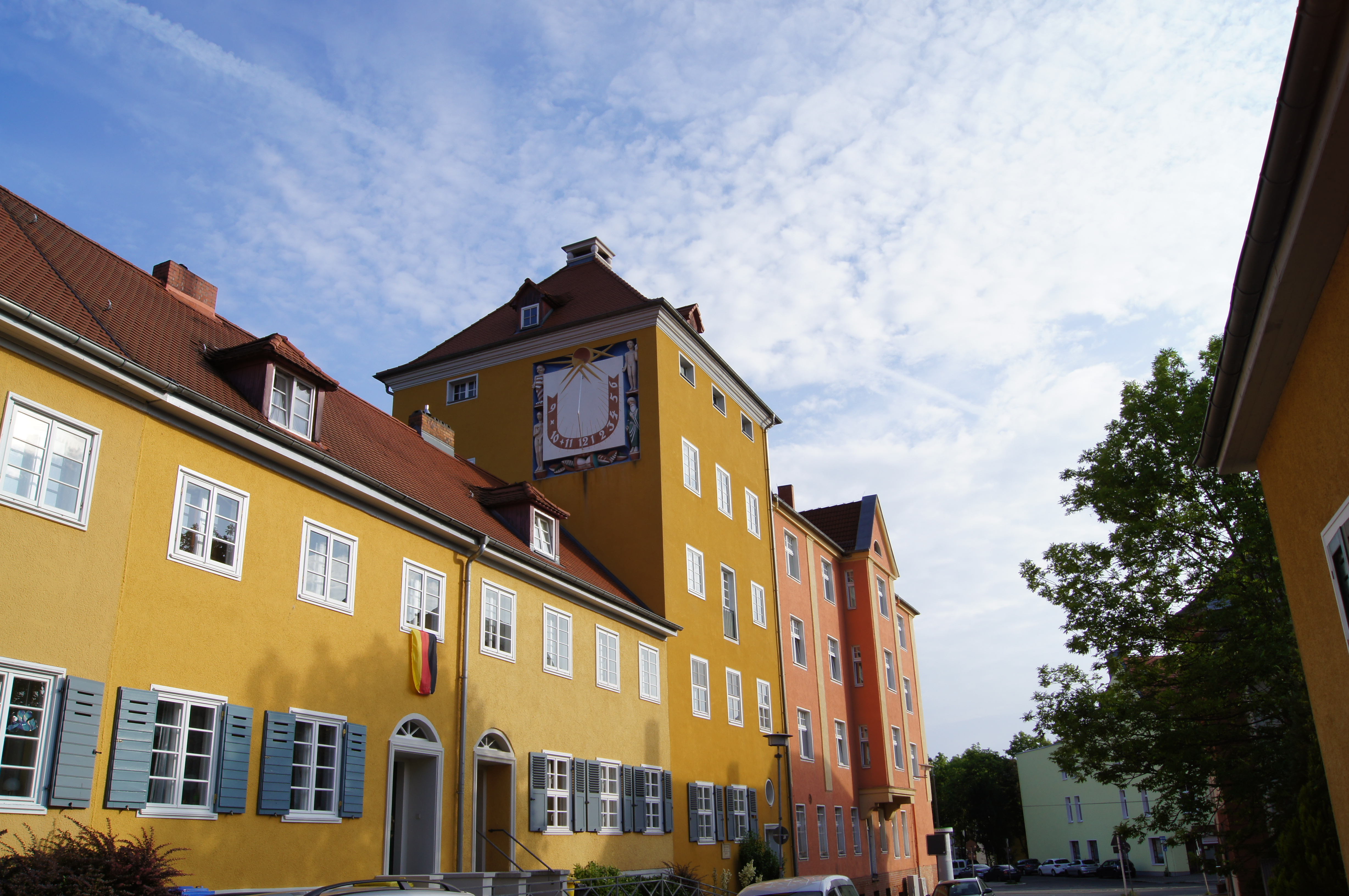
„Turmhaus“ mit Sonnenuhr in der Albert-Fellert-Straße
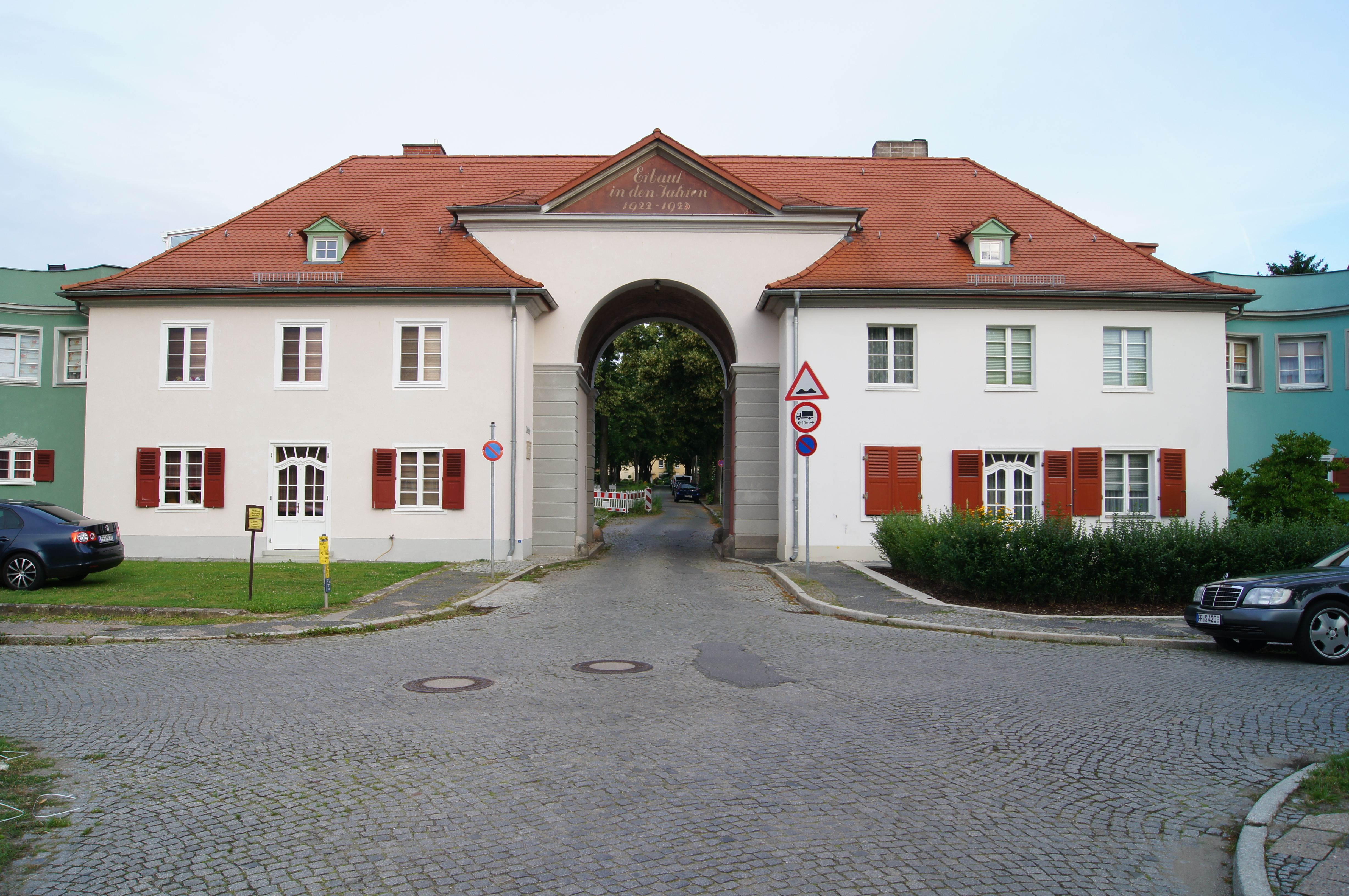
„Torhausgruppe“ am zentralen Rundplatz

Der Hermann-Boian-Straße als zentrale, mit dem Gelände ansteigende Achse mündet in der Mitte der Gartenstadt in einen großen Rundplatz, der in Kinderspielplätze und gärtnerische Anlagen aufgeteilt ist. Die Hermann-Boian-Straße ist an den schmalen Abschnitten mit einer Doppelreihe Linden bepflanzt. Im westlichen, breiteren Teil stehen vierreihig Kastanien. Der Rundplatz wird durch eine Reihe Robinien geprägt. Von den von Kießling vorgesehenen markanten Einzelbäumen existiert nur noch ein Walnussbaum an der Kreuzung Franz-Liszt-Ring/Hermann-Boian-Straße. Auf den privaten Flächen überwiegen kleinkronige Obstbäume.
Die Hausgärten sind 200 bis 400 m² groß. Bei den Einfamilienhäusern liegt der Garten in unmittelbarer Verbindung mit dem Hause, bei den Mehrfamilienhäusern so, dass er möglichst von den Fenstern der Wohnung aus eingesehen werden kann. Kleinere Gärten, zu denen Ecklösungen zuweilen zwangen, wurden durch nahe gelegenes Pachtland ergänzt.

## Würdigung
„In der Frühzeit der Weimarer Republik ragt des Weiteren die Werksiedlung ‚Paulinenhof‘ in Frankfurt an der Oder (1922/24) der Reichsbahndirektion Osten heraus. Sie besticht weniger durch ihre architektonische Anlehnung an das preußische 18. Jahrhundert als durch ihre städtebauliche Anlage, die der Architekt Martin Kießling entlang einer Mittelachse entwickelte. Mit der Spitze ihrer Dreiecksform zur Stadt ausgerichtet, setzen konkav und konvex geschwungene Straßenzüge unterschiedlicher Radien Kontrapunkte zu der starren Längsachse und verraten in ihrer Gegenüberstellung von Natur und menschlicher Behausung die Nähe zu den englischen Crescents des 18. Jahrhunderts in Bath. Ihr Architekt John Wood der Jüngere schrieb 1781 die erste architekturtheoretische Abhandlung über den Arbeiterwohnungsbau und übte damit beträchtlichen Einfluss auf den Wohnungsbau des 20. Jahrhunderts aus. Das Eingehen auf die topographischen Gegebenheiten spiegeln aber auch die theoretischen Gedanken A. E. Brinckmanns wider, dessen Buch ‚Platz und Monument als künstlerisches Formproblem‘ 1923 bereits in der dritten Auflage erschien: ‚Heute geht man allerdings mehr als früher den Anregungen, die der Boden bietet, bei seiner Stilisierung im Stadtbau nach, man ist naturalistischer.‘“

„Der (…) Denkmalbereich wird unter Schutz gestellt, weil eine für die Mark Brandenburg nach Struktur und Erscheinungsbild einzigartige städtebaulich-künstlerische Situation erhalten ist. (…) Für die Entwicklung der Stadt Frankfurt (Oder) ist diese Siedlung (…) von ortsgeschichtlicher Bedeutung, da sie in einer Zeit wirtschaftlicher Rezession entstanden ist und in der Stadt neue, vorher nicht gekannte Akzente im Mietwohnbau setzte. (…) Sozialgeschichtlich von Bedeutung ist die Verteilung, Anlage und Einrichtung der Häuser, die den Bedürfnissen der Bewohner nach Kleinviehhaltung und Gartenraum einerseits und dem neuesten Standard von Wohnkomfort, vor allem der sanitären Einrichtungen andererseits entsprachen.“